# Myonycteris relicta
Myonycteris relicta — вид рукокрилих, родини Криланових.

## Поширення та екологія
Країни проживання: Кенія, Танзанія, Зімбабве. Живе у рівнинних лісах.